# NTFS 볼륨 마운트 포인트
NTFS 볼륨 마운트 포인트(NTFS volume mount point)는 다른 볼륨 (컴퓨팅)을 마운트하고 진입점을 제공하는 데 사용되는 특수 NTFS 파일 시스템 개체이다.

## 설명
NTFS 볼륨 마운트 포인트는 NTFS 리파스 포인트로 구현된 NTFS 파일 시스템 개체로, 다른 볼륨을 마운트하고 진입점을 제공하는 데 사용된다. 볼륨 마운트 포인트는 윈도우 2000과 함께 도입된 NTFS 3.0에서 지원된다.

## 사용
마운트 포인트는 NTFS 파일 시스템의 디렉토리에 만들 수 있으며, 마운트된 볼륨의 루트 디렉토리에 대한 참조를 제공한다. 빈 디렉토리는 마운트 포인트로 변환할 수 있다. 마운트된 볼륨은 NTFS 파일 시스템에 국한되지 않고 마이크로소프트 윈도우에서 지원하는 모든 파일 시스템으로 포맷할 수 있다. 그러나 이러한 마운트 포인트는 유닉스 및 유닉스 계열 시스템에서 찾을 수 있는 POSIX 마운트 포인트와 유사하지만 로컬 파일 시스템만 지원한다. 윈도우 비스타 및 이후 버전의 윈도우에서는 NTFS 심볼릭 링크를 사용하여 로컬 디렉토리를 원격 SMB 네트워크 경로에 연결할 수 있다.

## 제한
초기 부팅 시에는 심볼릭 링크가 작동하지 않으므로 다음과 같이 리디렉션하는 것은 불가능하다.
- \Windows
- \Windows\System32
- \Windows\Config

그럼에도 불구하고 리다이렉트는 가능하다:
- \Users
- \Documents and Settings
- \Program Files
- \Program Files (x86)

## 같이 보기
- NTFS 링크
- 심볼릭 링크